# Ludwinów (powiat łęczyński)
Ludwinów – wieś w Polsce położona w województwie lubelskim, w powiecie łęczyńskim, w gminie Cyców.
W latach 1954–1961 wieś należała i była siedzibą władz gromady Ludwinów, po jej zniesieniu w gromadzie Cyców. W latach 1975–1998 miejscowość należała administracyjnie do województwa chełmskiego.
Wieś stanowi sołectwo gminy Cyców. Według Narodowego Spisu Powszechnego z roku 2011 wieś liczyła 274 mieszkańców.

## Historia
Według Słownika geograficznego Królestwa Polskiego z roku 1884 Ludwinów stanowił wieś z folwarkiem w powiecie chełmskim, gminie Cyców, parafii Olchowiec. Folwark Ludwinów posiadał rozległość 214 morgi w tym: grunta orne i ogrody 141 mórg, łąk mórg 35, lasu mórg 17, zarośli mórg 15, nieużytki i place stanowiły łącznie 5 mórg. Zabudowania folwarczne: budynki z drzewa 8. Folwark ten poprzednio w dobrach Syczyn, został od nich oddzielony w roku 1877.